# Mika Salo
Mika Salo, (n. 30 noiembrie 1966) este un pilot finlandez de curse auto, ce a evoluat în Campionatul Mondial de Formula 1.

## Cariera în Formula 1
| Sezon | Echipă                                              | Număr puncte | Loc clasament general |
| ----- | --------------------------------------------------- | ------------ | --------------------- |
| 1994  | Team Lotus                                          | 0            | -                     |
| 1995  | Nokia Tyrrell Yamaha                                | 5            | 15                    |
| 1996  | Tyrrell Yamaha                                      | 5            | 13                    |
| 1997  | PIAA Tyrrell Ford                                   | 2            | 16                    |
| 1998  | Danka Zepter Arrows                                 | 3            | 13                    |
| 1999  | British American Racing / Scuderia Ferrari Marlboro | 10           | 10                    |
| 2000  | Red Bull Sauber Petronas                            | 6            | 11                    |
| 2002  | Panasonic Toyota Racing                             | 2            | 17                    |

1. ↑  Mika Salo, Česko-Slovenská filmová databáze